# 加阳公司
艾格瑞公司（Agrium Inc.，：AGU TSX：AGU），是一家大型化學肥料制造商，在北美洲与南美洲的為主要的農業產品及服务公司，而其營業額居世界級領導廠商之列。
1931年，艾格瑞公司的前身克明克肥料公司（Cominco Fertilizers, Ltd.）成立。1995年改为现名。公司总部设在加拿大卡尔加里。农业服务及零售总部设在美国丹佛。艾格瑞公司也是萨斯喀彻温省钾肥独家出口商Canpotex的大股东。
2016年9月12日艾格瑞公司和加拿大钾肥公司Potash Corp of Saskatchewan以全股份方式，合併成為全球最大作物營養素供應商，預期明年中完成合併後，Potash股東及艾格瑞公司股東將分別持有新公司Nutrien約52%和48%的股份。

## 组成部门

### 零售
艾格瑞公司在美国与南美运营着近500家农业服务零售中心，使用品牌名有Western Farm Service、Crop Production Services、Agroservicios Pampeanos S.A.。2010年12月3日，艾格瑞公司宣布以12.36亿澳元的价格完成收购澳大利亚小麦局。

### 批发
批发部分提供氮肥、磷肥的销售，在美国、加拿大、阿根廷有多家氮肥厂、磷肥厂。还运行在萨斯喀彻温省、安大略省卡普斯卡辛（Kapuskasing）、爱达荷州孔達（Conda）的钾矿。

### 艾格瑞高级技术
艾格瑞高级技术部门致力于环境友好、控释肥技术，还生产针对消费者、专业草坪、园艺业、农业市场的特殊产品。

### 加阳(中国)有限公司
2008年4月11日加阳(中国)有限公司在北京成立。加阳公司总裁兼首席执行官伟盛茂在成立仪式上表示：“加阳将向中国客户提供氯化钾，并从中国出口尿素。加阳公司在中国的发展将通过收购和产业整合的方式进行化肥业务扩张。目前中国化肥业企业众多，但是非常分散，存在着很大的产业整合机会。”